# Barrio de la Rosa
Barrio de la Rosa är en ort i Mexiko.   Den ligger i kommunen Zinacantepec och delstaten Mexiko, i den sydöstra delen av landet, 80 km väster om huvudstaden Mexico City. Barrio de la Rosa ligger 2 946 meter över havet och antalet invånare är 229.
Terrängen runt Barrio de la Rosa är kuperad åt sydväst, men åt nordost är den platt. Runt Barrio de la Rosa är det tätbefolkat, med 493 invånare per kvadratkilometer. Närmaste större samhälle är San Miguel Zinacantepec, 11,9 km öster om Barrio de la Rosa. Trakten runt Barrio de la Rosa består till största delen av jordbruksmark.